# Captain Ron
Captain Ron (Alternativtitel: Captain Ron: Kreuzfahrt ins Glück) ist eine US-amerikanische Abenteuerkomödie aus dem Jahr 1992. Regie führte Thom Eberhardt, der auch gemeinsam mit John Dwyer das Drehbuch schrieb.

## Handlung
Martin Harvey erbt ein altes Segelboot, das früher einmal Clark Gable gehörte. Um das Boot in Miami zu verkaufen, muss es aus der Karibik überführt werden. Da Martin schon immer mal von einem großen Abenteuer geträumt hat, überredet er seine Frau und seine beiden Kinder, das Boot gemeinsam zu überführen.
Vor Ort erweist sich das Segelboot als maroder Kahn. Und auch der angeheuerte Kapitän, eben jener titelgebende Captain Ron, ist mit genauso viel Selbstvertrauen wie Inkompetenz ausgestattet. Und auch wenn man die Fahrt der Fünf als sehr abenteuerlich bezeichnen kann, ist Martin enttäuscht. Erst als er mit seiner Familie den Hafen von Miami erreicht, erkennt er, dass das genau das war, was er immer suchte.
Nachdem Captain Ron das Boot verlassen hat, drehen die Harveys um und segeln erneut aufs Meer hinaus.

## Kritiken
Rita Kempley spottete in der Washington Post vom 21. September 1992, in einem „gerechten Universum“ wäre der in der Nähe des Bermudadreiecks angesiedelte Film „in einer anderen Dimension verschwunden“. Er gehöre zu den jämmerlichsten Komödien des Jahres und nutze weder die Talente von Martin Short noch die „Sinnlichkeit“ von Kurt Russell.
Das Lexikon des internationalen Films schrieb, der Film sei eine „Abenteuerkomödie mit nur wenigen treffsicheren Gags und der Lebensweisheit, daß auch der Durchschnittsmensch über sich hinauswachsen kann, wenn die Not nur groß genug ist“.

## Auszeichnungen
Benjamin Salisbury und Meadow Sisto wurden im Jahr 1993 für den Young Artist Award nominiert.

## Hintergründe
Der Film wurde in Chicago und in Puerto Rico gedreht. Er spielte in den Kinos der USA ca. 22,5 Millionen US-Dollar ein.